# جنگ ساموس
جنگ سامیان یا جنگ ساموس (۴۴۰–۴۳۹ قبل از میلاد) درگیری نظامی دوران یونان باستان بین دولت‌های آتن و ساموس بود. جنگ با مداخله آتن در اختلاف بین ساموس و میلتوس آغاز شد. سامی‌ها (اهالی ساموس) در ابتدا به میلتوس (ملط) حمله کردند و زمانی که آتن از آن‌ها خواست جنگ را متوقف کنند، سرپیچی کردند. آتن به راحتی دولت الیگارشی ساموس را بیرون راند و پادگانی در شهر مستقر کرد، اما حاکمان الیگارشی ساموس خیلی زودی با حمایت هخامنشیان به شهر بازگشتند.
یک ناوگان بزرگ‌تر آتن برای سرکوب این آشوب اعزام شد. این ناوگان ابتدا سامیان را شکست داد و شهر را محاصره کرد؛ اما پریکلس، فرمانده شهیر آتن، پس از اطلاع از نزدیک شدن ناوگان ایرانی از سمت جنوب، مجبور شد بخش قابل توجهی از ناوگان آتنی‌ها را جابجا کند. اگرچه ایرانیان قبل از برخورد دو ناوگان عقب‌نشینی کردند، غیبت و جابجایی ناوگان آتن به سامی‌ها اجازه داد تا محاصره را بشکنند و به مدت دو هفته دریای اطراف جزیره را کنترل کنند. با این حال، پس از بازگشت پریکلس، آتنیان دوباره ساموس را محاصره کردند. شهر نُه ماه بعد تسلیم شد. بر اساس شرایط تسلیم، سامی‌ها دیوارهای خود را فرو ریختند، گروگان‌ها را رها کردند، ناوگان خود را تسلیم کردند و موافقت کردند که طی ۲۶ سال آینده به آتن غرامت جنگی بپردازند.
در طول جنگ، سامیان ظاهراً از اسپارت برای کمک درخواست کرده بودند. اسپارتی‌ها در ابتدا تمایل به اجابت این درخواست داشتند ولی یکی از متحدان اسپارت به نام کورینت در این برههٔ زمانی موافق حمله به آتن نبود و این مانع از گسترش جنگ شد. در سال ۴۳۳ قبل از میلاد، زمانی که کورسیرا از آتن برای مقابله با کورینت درخواست کمک کرد، کورینتیان حسن نیت خود نسبت به آتنی‌ها در جنگ پیشین را یادآوری کردند.